# Fourier-Transformation
Die Fourier-Transformation (genauer die kontinuierliche Fourier-Transformation; Aussprache: [fuʁie]) ist eine mathematische Methode aus dem Bereich der Fourier-Analyse, mit der aperiodische Signale in ein kontinuierliches Spektrum zerlegt werden. Die Funktion, die dieses Spektrum beschreibt, nennt man auch Fourier-Transformierte oder Spektralfunktion. Es handelt sich dabei um eine Integraltransformation, die nach dem Mathematiker Jean Baptiste Joseph Fourier benannt ist. Fourier führte im Jahr 1822 die Fourier-Reihe ein, die jedoch nur für periodische Signale definiert ist und zu einem diskreten Frequenzspektrum führt.
Es gibt einige Anwendungsfälle, in denen die Fourier-Transformation mittels eines Computers berechnet werden soll. Dafür wurde die Diskrete Fourier-Transformation beziehungsweise die Schnelle Fourier-Transformation eingeführt.

## Definition
Sei {\displaystyle f\in L^{1}(\mathbb {R} ^{n})} eine integrierbare Funktion, wobei {\displaystyle L^{1}} den Lebesgue-Raum bezeichnet. Die (kontinuierliche) Fourier-Transformierte {\displaystyle {\mathcal {F}}f} von {\displaystyle f} ist definiert durch
{\displaystyle ({\mathcal {F}}f)(y)={\frac {1}{{\sqrt {2\pi }}^{\ n}}}\int _{\mathbb {R} ^{n}}f(x)\,\mathrm {e} ^{-\mathrm {i} y\cdot x}\,\mathrm {d} x}
und die zugehörige inverse Transformation lautet:
{\displaystyle f(x)={\frac {1}{{\sqrt {2\pi }}^{\ n}}}\int _{\mathbb {R} ^{n}}({\mathcal {F}}f)(y)\,\mathrm {e} ^{\mathrm {i} y\cdot x}\,\mathrm {d} y\;.}
Dabei gilt: {\displaystyle \mathrm {d} x} und {\displaystyle \mathrm {d} y} sind {\displaystyle n}-dimensionale Volumenelemente, {\displaystyle \mathrm {i} } die imaginäre Einheit und {\displaystyle y\cdot x} das Standardskalarprodukt der Vektoren {\displaystyle y} und {\displaystyle x}.
Die Normierungskonstante ist in der Literatur nicht einheitlich. In der Theorie der Pseudodifferentialoperatoren und in der Signalverarbeitung ist es üblich, den Faktor {\displaystyle 1/(2\pi )^{n/2}} in der Transformation wegzulassen, sodass stattdessen die Rücktransformation den Vorfaktor {\displaystyle 1/(2\pi )^{n}} erhält. Die Transformation lautet dann:
{\displaystyle ({\mathcal {F}}f)(y)=\int _{\mathbb {R} ^{n}}f(x)\,\mathrm {e} ^{-\mathrm {i} y\cdot x}\,\mathrm {d} x\;,}
{\displaystyle f(x)={\frac {1}{(2\pi )^{n}}}\int _{\mathbb {R} ^{n}}({\mathcal {F}}f)(y)\,\mathrm {e} ^{\mathrm {i} y\cdot x}\,\mathrm {d} y\;.}
Hier taucht ein Vorfaktor auf, so dass die Anwendung des Satzes von Plancherel nicht direkt möglich ist, weil die Fouriertransformation dann keine unitäre Abbildung mehr auf {\displaystyle L^{1}(\mathbb {R} ^{n})\cap L^{2}(\mathbb {R} ^{n})} ist und so die Signalleistung ändert. Dies kann jedoch (wie bei allen Orthogonaltransformationen) einfach durch eine Substitution (Reskalierung der Abszisse) ausgeglichen werden und stellt damit kein grundlegendes Problem dar. Genau dies wird in der Literatur zu Signalverarbeitung und Systemtheorie vorgeschlagen, indem von der natürlichen Frequenz auf die Kreisfrequenz  {\displaystyle \omega =2\pi y} (die den Faktor beinhaltet) übergegangen wird:
{\displaystyle ({\mathcal {F}}f)(y)=\int _{\mathbb {R} ^{n}}f(x)\,\mathrm {e} ^{-2\pi \mathrm {i} y\cdot x}\,\mathrm {d} x\;=\int _{\mathbb {R} ^{n}}f(x)\,\mathrm {e} ^{-\mathrm {i} \omega \cdot x}\,\mathrm {d} x\;}
{\displaystyle f(x)=\int _{\mathbb {R} ^{n}}({\mathcal {F}}f)(y)\,\mathrm {e} ^{2\pi \mathrm {i} y\cdot x}\,\mathrm {d} y\;=\int _{\mathbb {R} ^{n}}({\mathcal {F}}f)(y)\,\mathrm {e} ^{\mathrm {i} \omega \cdot x}\,\mathrm {d} y\;.}
Die reelle Form der Fourier-Transformation wird als Hartley-Transformation bezeichnet. Für reelle Funktionen {\displaystyle f} kann die Fourier-Transformation durch die Sinus- und Kosinus-Transformation substituiert werden.

## Anwendungsfälle

### Kompressionsverfahren für die digitale Kommunikation
Die Kompression von digitalen Daten auf Basis der Fourier-Transformation ist eine zentrale Technologie für Kommunikation, Datenaustausch und Streaming von Medien im (mobilen) Internet.
Beispielsweise wird zur Kompression von Audio-Daten (etwa um eine MP3 Datei zu erzeugen) das Audio-Signal in den Frequenz-Raum transformiert. Die Transformation erfolgt über das Verfahren der (modifizierten) diskreten Kosinustransformation, welches der schnellen Fourier-Transformation ähnelt. Im Frequenzraum werden dann alle Frequenzen, die Menschen nicht hören können oder die nur wenig zum subjektiven Empfinden des Klangs beitragen, entfernt. Das Ergebnis wird im letzten Schritt aus dem Frequenz-Raum rücktransformiert – daraus erhält man, auf Grund des verringerten Frequenzumfangs, eine deutlich kleinere (komprimierte) Audio-Datei.
In vergleichbaren Verfahren können Bilder (JPEG Kompression) oder Filme (MPEG-4) komprimiert werden.

### Signalanalyse
In der Signalanalyse werden mittels Fourier-Transformation Frequenzanalysen von Signalen durchgeführt. Hierzu wird das Verfahren der diskreten Fourier-Transformation bzw. der schnellen Fourier-Transformation genutzt. Ein Beispiel für die Vielzahl von technischen Anwendungen ist die Nutzung der Signalanalyse bei der Erstellung von Bildern mittels Magnetresonanztomographie.

### Beispiel Signalanalyse in der Akustik
Der reine Kammerton {\displaystyle {\bar {a}}} ist eine Sinuswelle mit der Frequenz 440 Hz, also 440 Schwingungen pro Sekunde. Eine ideale Stimmgabel gibt genau dieses Sinussignal ab. Der gleiche Ton gespielt mit einem anderen Musikinstrument (nicht-ideale Stimmgabel), ist eine Zusammensetzung/Überlagerung aus Wellen verschiedener Wellenlängen. Diese sind bezüglich ihrer Frequenz normalerweise ganzzahlige Vielfache der Frequenz des Grundtons. Die Zusammensetzung und jeweilige Amplitude dieser Wellen ist bestimmend für die Klangfarbe jedes Musikinstruments. Nur die Welle mit der größten Wellenlänge, der Grundton des Signals, hat dabei die Frequenz 440 Hz. Die anderen Wellen, die Obertöne, haben höhere Frequenzen.
An der Fourier-Transformierten des Tonsignals kann man direkt die verschiedenen Frequenzen/Wellenlängen der Wellenzusammensetzung ablesen. Diese Eigenschaft kann man beispielsweise für die automatische Erkennung von Tonhöhen und Musikinstrumenten in einem Tonsignal ausnutzen.

## Beispiele

### Wellenpaket im Zeit- und Frequenzbereich
Gegeben sei ein Signalimpuls als Summe zweier Cosinus-Funktionen mit Frequenzen {\displaystyle f_{1}=2{,}5\,\mathrm {Hz} } und {\displaystyle f_{2}=7\,\mathrm {Hz} ,} multipliziert mit einer Gauß-Glocke der Breite {\displaystyle \sigma _{t}=(2\pi )^{-0,5}\,\mathrm {s} \approx 0{,}4\,\mathrm {s} }:
{\displaystyle y(t)=(4\cos 2\pi f_{1}t+2\cos 2\pi f_{2}t)\,\mathrm {e} ^{-0,5(t/\sigma _{t})^{2}}}

Oben das Wellenpaket im Zeitbereich, darunter dessen Amplitudenspektrum

Die spezielle Breite wurde gewählt, weil damit der Exponentialterm ohne weiteren Vorfaktor die Fläche 1 s hat. Er hat somit auch die Amplitude 1, sodass der Funktionswert bei {\displaystyle t=0} die Summe der Kosinus-Amplituden ist {\displaystyle (4+2=6)}. 
Das obere Teildiagramm zeigt den Funktionsgraphen {\displaystyle y(t)}. Darunter dargestellt ist das Amplitudenspektrum, also der Betrag der Fourier-Transformierten, die eine komplexwertige Funktion der Frequenz {\displaystyle f} ist. Es besteht aus vier gaußförmigen Spektrallinien bei {\displaystyle \pm f_{1}} und {\displaystyle \pm f_{2}}. Die Linienbreite beträgt jeweils {\displaystyle \sigma _{f}=(2\pi )^{-0,5}\,\mathrm {Hz} \approx 0{,}4\,\mathrm {Hz} }. Ein breiteres Wellenpaket würde zu schmaleren Spektrallinien führen. Das Produkt der Breiten im Zeit- und Frequenzbereich ist dimensionslos und beträgt für gaußförmige Hüllkurven stets {\displaystyle \sigma _{t}\sigma _{f}=(2\pi )^{-1}}, eine Art Unschärferelation. Das Produkt wäre 1 bei Verwendung der Kreisfrequenz.
Falls {\displaystyle y} eine physikalische Größe ist, was bedeuten dann die Werte des Amplitudenspektrums? Für die Achsbeschriftung der Diagramme wurde vereinfacht angenommen, dass {\displaystyle y^{2}} als Leistungsgröße direkt die Einheit Watt hat, {\displaystyle y} als sog. Feldgröße also die Einheit √Watt. Damit beträgt die mittlere Leistung der beiden Kosinusfunktionen 0,5·42 bzw. 0,5·22 Watt, zusammen 10 Watt, zu multiplizieren mit der Fläche der quadrierten Hüllkurve. Die Hüllkurve selbst ist normiert, Fläche 1 s. Ihr Quadrat ist wieder eine Gauß-Glocke, hat gleiche Höhe (1), aber halbe Varianz, Fläche 1 s/√2. Damit beträgt die Energie des Wellenpakets etwa 7,07 Joule. Die numerische Integration, siehe den Python-Code auf der Bildbeschreibungsseite, liefert den gleichen Wert, auch für das Energiespektrum (Quadrat des Amplitudenspektrums). Die Werte des Amplitudenspektrums haben folglich die Einheit √Joule pro Hz. Da die Zahlenwerte der Breiten im Zeit- und Frequenzraum (nicht zufällig) gleich sind und die Zahl der Komponenten sich verdoppelt {\displaystyle (\pm f)}, halbieren sich die Zahlenwerte der Amplituden (Linienhöhen).

### Beispielhafte Berechnung einer Fourier-Transformierten
Es soll das Frequenzspektrum einer gedämpften Schwingung mit ausreichend schwacher Dämpfung untersucht werden. Diese kann durch folgende Funktion beschrieben werden:
{\displaystyle f(t)=x_{0}\cdot \mathrm {e} ^{-{\frac {t}{\tau }}}\cdot \cos(\omega _{\rm {s}}t)\Theta (t)}
oder in komplexer Schreibweise:
{\displaystyle f(t)=x_{0}\cdot \mathrm {e} ^{-{\frac {t}{\tau }}}\cdot {\tfrac {1}{2}}(\mathrm {e} ^{\mathrm {i} \omega _{\rm {s}}t}+\mathrm {e} ^{-\mathrm {i} \omega _{\rm {s}}t})\Theta (t)\;.}
Hier ist {\displaystyle x_{0}} die Amplitude und {\displaystyle \omega _{\rm {s}}} die Kreisfrequenz der Schwingung, {\displaystyle \tau } die Zeit, in der die Amplitude um den Faktor {\displaystyle 1/e} abfällt, und {\displaystyle \Theta (t)} die Heaviside-Funktion.
Das heißt, die Funktion ist nur für positive Zeiten nicht null.
Man erhält
{\displaystyle {\begin{aligned}F(\omega )=({\mathcal {F}}f)(\omega )&={\frac {1}{\sqrt {2\pi }}}\int _{-\infty }^{\infty }f(t)\mathrm {e} ^{-\mathrm {i} \omega t}\,\mathrm {d} t\\&={\frac {1}{\sqrt {2\pi }}}\int _{-\infty }^{\infty }x_{0}\cdot \mathrm {e} ^{-t/\tau }\cdot {\tfrac {1}{2}}\left(\mathrm {e} ^{\mathrm {i} \omega _{\rm {s}}t}+\mathrm {e} ^{-\mathrm {i} \omega _{\rm {s}}t}\right)\Theta (t)\cdot \mathrm {e} ^{-\mathrm {i} \omega t}\,\mathrm {d} t\\&={\frac {x_{0}}{\sqrt {2\pi }}}\int _{0}^{\infty }\mathrm {e} ^{-t/\tau }\cdot {\tfrac {1}{2}}\left(\mathrm {e} ^{\mathrm {i} \omega _{\rm {s}}t}+\mathrm {e} ^{-\mathrm {i} \omega _{\rm {s}}t}\right)\cdot \mathrm {e} ^{-\mathrm {i} \omega t}\,\mathrm {d} t\\&={\frac {x_{0}}{2{\sqrt {2\pi }}}}\int _{0}^{\infty }\left(\mathrm {e} ^{-t\left(1/\tau -\mathrm {i} (\omega _{\rm {s}}-\omega )\right)}+\mathrm {e} ^{-t\left(1/\tau +\mathrm {i} (\omega _{\rm {s}}+\omega )\right)}\right)\,\mathrm {d} t\\&={\frac {x_{0}}{2{\sqrt {2\pi }}}}\left[-{\frac {1}{1/\tau -\mathrm {i} (\omega _{\rm {s}}-\omega )}}\mathrm {e} ^{-t\left(1/\tau -\mathrm {i} (\omega _{\rm {s}}-\omega )\right)}-{\frac {1}{1/\tau +\mathrm {i} (\omega _{\rm {s}}+\omega )}}\mathrm {e} ^{-t\left(1/\tau +\mathrm {i} (\omega _{\rm {s}}+\omega )\right)}\right]_{0}^{\infty }\\&={\frac {x_{0}}{2{\sqrt {2\pi }}}}\left({\frac {1}{1/\tau -\mathrm {i} (\omega _{\rm {s}}-\omega )}}+{\frac {1}{1/\tau +\mathrm {i} (\omega _{\rm {s}}+\omega )}}\right)\\&={\frac {x_{0}}{\sqrt {2\pi }}}{\frac {1/\tau +\mathrm {i} \omega }{(1/\tau +\mathrm {i} \omega )^{2}+\omega _{\rm {s}}^{2}}}\,.\end{aligned}}}

## Eigenschaften

### Linearität
Die Fourier-Transformation {\displaystyle {\mathcal {F}}} ist ein linearer Operator. Das heißt, es gilt
{\displaystyle {\mathcal {F}}(a\cdot f+b\cdot g)=a\cdot {\mathcal {F}}(f)+b\cdot {\mathcal {F}}(g)}.

### Stetigkeit
Die Fourier-Transformation ist ein stetiger Operator vom Raum der integrierbaren Funktionen {\displaystyle L^{1}(\mathbb {R} ^{n})} in den Raum der Funktionen {\displaystyle C_{0}(\mathbb {R} ^{n})}, die im Unendlichen verschwinden. Mit {\displaystyle C_{0}(\mathbb {R} ^{n})} ist die Menge der stetigen Funktionen bezeichnet, welche für {\displaystyle |x|\to \infty } verschwinden. Die Tatsache, dass die Fourier-Transformierten im Unendlichen verschwinden, ist auch als Lemma von Riemann-Lebesgue bekannt. Außerdem gilt die Ungleichung
{\displaystyle \|{\mathcal {F}}f\|_{L^{\infty }(\mathbb {R} ^{n})}\leq {\frac {1}{({\sqrt {2\pi }})^{n}}}\|f\|_{L^{1}(\mathbb {R} ^{n})}}.

### Differentiationsregeln
Sei {\displaystyle f\in S(\mathbb {R} ^{n})\subset L^{1}(\mathbb {R} ^{n})} eine Schwartz-Funktion und {\displaystyle \alpha \in \mathbb {N} _{0}^{n}} ein Multiindex. Dann gilt
- {\displaystyle {\mathcal {F}}f\in S(\mathbb {R} ^{n})} und {\displaystyle D^{\alpha }({\mathcal {F}}f)=(-{\rm {i}})^{|\alpha |}{\mathcal {F}}(x^{\alpha }f)}.
- {\displaystyle ({\mathcal {F}}(D^{\alpha }f))(\xi )={\rm {i}}^{|\alpha |}\xi ^{\alpha }({\mathcal {F}}f)(\xi )}.

### Fixpunkt
Die Dichtefunktion
{\displaystyle \varphi (x)={\frac {1}{(2\pi )^{n/2}}}\cdot \mathrm {e} ^{-{\frac {1}{2}}\|x\|^{2}}}
mit {\displaystyle x\in \mathbb {R} ^{n}} der ({\displaystyle n}-dimensionalen) Gauß’schen Normalverteilung ist ein Fixpunkt der Fourier-Transformation. Das heißt, es gilt für alle {\displaystyle x\in \mathbb {R} ^{n}} die Gleichung
{\displaystyle ({\mathcal {F}}\varphi )(x)=\varphi (x)}.
Insbesondere ist also {\displaystyle \varphi } eine Eigenfunktion der Fourier-Transformation zum Eigenwert {\displaystyle 1}. Mit Hilfe des Residuensatzes oder mit Hilfe partieller Integration und Lösen einer gewöhnlichen Differentialgleichung kann in diesem Fall das Fourier-Integral {\displaystyle \textstyle {\tfrac {1}{(2\pi )^{n}}}\int _{\mathbb {R} ^{n}}\mathrm {e} ^{{\rm {i}}x\cdot \xi }\mathrm {e} ^{-{\frac {1}{2}}x^{2}}\mathrm {d} x} bestimmt werden.

### Spiegelsymmetrie
Für {\displaystyle f\in S(\mathbb {R} ^{n})} gilt für alle {\displaystyle x\in \mathbb {R} ^{n}} die Gleichung
{\displaystyle ({\mathcal {F}}^{2}f)(x)=({\mathcal {F}}({\mathcal {F}}f))(x)=f(-x)}.
Äquivalent lässt sich dies auf dem Schwartzraum {\displaystyle S(\mathbb {R} ^{n})} als Operatorgleichung
{\displaystyle {\mathcal {F}}^{2}={\mathcal {P}}}
schreiben, wobei
{\displaystyle {\mathcal {P}}:f\mapsto (x\mapsto f(-x))}
den Paritätsoperator bezeichnet.

### Rücktransformationsformel
Sei {\displaystyle f\in L^{1}(\mathbb {R} ^{n})} eine integrierbare Funktion derart, dass auch {\displaystyle {\mathcal {F}}(f)\in L^{1}(\mathbb {R} ^{n})} gilt. Dann gilt die Rücktransformation
{\displaystyle {\mathcal {F}}^{-1}({\mathcal {F}}(f))(x)=f(x)={\frac {1}{(2\pi )^{\frac {n}{2}}}}\int _{\mathbb {R} ^{n}}\mathrm {e} ^{\mathrm {i} tx}{\mathcal {F}}(f)(t)\,\mathrm {d} t.}
Diese wird auch Fouriersynthese genannt. Auf dem Schwartz-Raum {\displaystyle S(\mathbb {R} ^{n})} ist die Fouriertransformation ein Automorphismus.

### Faltungstheorem
Das Faltungstheorem für die Fourier-Transformation besagt, dass die Faltung zweier Funktionen durch die Fourier-Transformation in ihrem Bildraum in eine Multiplikation reeller Zahlen überführt wird. Für {\displaystyle f,g\in L^{1}(\mathbb {R} ^{n})} gilt also
{\displaystyle {\mathcal {F}}(f*g)=(2\pi )^{\tfrac {n}{2}}\,{\mathcal {F}}(f)\cdot {\mathcal {F}}(g)}.
Die Umkehrung des Faltungssatzes besagt
{\displaystyle {\mathcal {F}}(f)*{\mathcal {F}}(g)=(2\pi )^{\tfrac {n}{2}}{\mathcal {F}}(f\cdot g)}.

## Fourier-Transformation von L2-Funktionen

### Definition
Für eine Funktion {\displaystyle f\in L^{2}(\mathbb {R} ^{n})} ist die Fouriertransformation mittels eines Dichtheitsargumentes definiert durch
{\displaystyle {\mathcal {F}}(f)(\xi )=\lim _{r\to \infty }{\frac {1}{\left(2\pi \right)^{\frac {n}{2}}}}\int _{B_{r}(0)}f(x)\mathrm {e} ^{-\mathrm {i} x\xi }\mathrm {d} x}.
Die Konvergenz ist im Sinne von {\displaystyle L^{2}} zu verstehen und {\displaystyle B_{r}(0)=\{x\in \mathbb {R} ^{n}:|x|\leq r\}} ist die Kugel um den Ursprung mit Radius {\displaystyle r}. Für Funktionen {\displaystyle f\in L^{2}(\mathbb {R} ^{n})\cap L^{1}(\mathbb {R} ^{n})} stimmt diese Definition mit der aus dem ersten Abschnitt überein.
Da die Fouriertransformation bezüglich des {\displaystyle L^{2}}-Skalarproduktes unitär ist (s. u.) und
{\displaystyle L^{2}(\mathbb {R} ^{n})\cap L^{1}(\mathbb {R} ^{n})} in {\displaystyle L^{2}(\mathbb {R} ^{n})} dicht liegt, folgt,
dass die Fouriertransformation ein isometrischer Automorphismus des {\displaystyle L^{2}(\mathbb {R} ^{n})} ist. Dies ist die Aussage des Satzes von Plancherel.

### Hausdorff-Young-Ungleichung
Seien {\displaystyle 1\leq p\leq 2} und {\displaystyle {\tfrac {1}{p}}+{\tfrac {1}{q}}=1}. Für {\displaystyle f\in L^{p}(\mathbb {R} ^{n})} ist {\displaystyle {\mathcal {F}}(f)\in L^{q}(\mathbb {R} ^{n})} und es gilt
{\displaystyle \|{\mathcal {F}}(f)\|_{L^{q}(\mathbb {R} ^{n})}\leq {\frac {1}{(2\pi )^{n\left({\frac {1}{p}}-{\frac {1}{2}}\right)}}}\|f\|_{L^{p}(\mathbb {R} ^{n})}}.
Die Fourier-Transformation {\displaystyle {\mathcal {F}}:L^{2}(\mathbb {R} ^{n})\to L^{2}(\mathbb {R} ^{n})} hat also eine Fortsetzung zu einem stetigen Operator {\displaystyle {\mathcal {F}}:L^{p}(\mathbb {R} ^{n})\to L^{q}(\mathbb {R} ^{n})}, der durch
{\displaystyle {\mathcal {F}}(f)(\xi )=\lim _{r\to \infty }{\frac {1}{(2\pi )^{\frac {n}{2}}}}\int _{B_{r}(0)}f(x)\mathrm {e} ^{-\mathrm {i} x\xi }\mathrm {d} x}
beschrieben wird. Der Grenzwert ist hier im Sinne von {\displaystyle L^{q}} zu verstehen.

### Differentiationsregel
Falls die Funktion {\displaystyle f} schwach differenzierbar ist, gibt es eine Differentiationsregel analog zu denen für Schwartzfunktionen. Sei also {\displaystyle f\in W^{k,2}(\mathbb {R} ^{n})=H^{k}(\mathbb {R} ^{n})} eine k-mal schwach differenzierbare L2-Funktion und {\displaystyle \alpha } ein Multiindex mit {\displaystyle |\alpha |\leq k}. Dann gilt
{\displaystyle {\mathcal {F}}(D^{\alpha }f)(\xi )=\mathrm {i} ^{|\alpha |}\xi ^{\alpha }{\mathcal {F}}(f)(\xi )}.

### Unitäre Abbildung
Die Fourier-Transformation ist bezüglich des komplexen {\displaystyle L^{2}}-Skalarproduktes ein unitärer Operator, das heißt, es gilt
{\displaystyle \langle {\mathcal {F}}(f),g\rangle _{L^{2}}=\int _{\mathbb {R} ^{n}}{\overline {{\mathcal {F}}(f)}}(x)g(x)\mathrm {d} x=\int _{\mathbb {R} ^{n}}{\overline {f}}(x){\mathcal {F}}^{-1}(g)(x)\mathrm {d} x=\langle f,{\mathcal {F}}^{-1}(g)\rangle _{L^{2}}.}
Damit liegt das Spektrum der Fourier-Transformation auf der Einheitskreislinie. Im eindimensionalen Fall ({\displaystyle n=1}) bilden ferner die Hermite-Funktionen {\displaystyle \left(h_{n}\right)_{n\in \mathbb {N} _{0}}} im Raum {\displaystyle L^{2}\left(\mathbb {R} \right)} ein vollständiges Orthonormalsystem von Eigenfunktionen zu den Eigenwerten {\displaystyle \left(-\mathrm {i} \right)^{n}}.

## Fourier-Transformation im Raum der temperierten Distributionen
Sei {\displaystyle u\in S'(\mathbb {R} ^{n})} eine temperierte Distribution, die Fourier-Transformierte {\displaystyle {\mathcal {F}}(u)} ist für alle {\displaystyle \phi \in S(\mathbb {R} ^{n})} definiert durch
{\displaystyle {\mathcal {F}}(u)(\phi ):=u({\mathcal {F}}(\phi ))}.
Stattet man den Raum {\displaystyle S'(\mathbb {R} ^{n})} mit der Schwach-*-Topologie aus, dann ist die Fourier-Transformation eine stetige, bijektive Abbildung auf {\displaystyle S'(\mathbb {R} ^{n})}. Ihre Umkehrabbildung lautet
{\displaystyle u(\phi )(-x)={\frac {1}{(2\pi )^{n}}}{\mathcal {F}}({\mathcal {F}}(u))(\phi )(x)}.

## Fourier-Transformation von Maßen
Die Fourier-Transformation wird allgemein für endliche Borel-Maße auf {\displaystyle \mathbb {R} ^{n}} definiert:
{\displaystyle {\check {\mu }}(x)=\int \mathrm {e} ^{\mathrm {i} xy}\mu (\mathrm {d} y)}
heißt inverse Fourier-Transformierte des Maßes. Die charakteristische Funktion ist dann die inverse Fourier-Transformierte einer Wahrscheinlichkeitsverteilung.

## Partielle Differentialgleichungen
In der Theorie der partiellen Differentialgleichungen spielt die Fourier-Transformation eine wichtige Rolle. Mit ihrer Hilfe kann man Lösungen bestimmter Differentialgleichungen finden. Die Differentiationsregel und das Faltungstheorem sind dabei von essentieller Bedeutung.
Am Beispiel der Wärmeleitungsgleichung wird nun gezeigt, wie man mit der Fourier-Transformation eine partielle Differentialgleichung löst. Das Anfangswertproblem der Wärmegleichung lautet
{\displaystyle \left\{{\begin{array}{rcll}{\frac {\partial u}{\partial t}}(x,t)&=&\Delta _{x}u(x,t)&{\text{in }}\mathbb {R} ^{n}\times ]0,\infty [\\u(x,t)&=&g(x,t)&{\text{auf }}\mathbb {R} ^{n}\times \{t=0\}\,.\end{array}}\right.}
Hierbei bezeichnet {\displaystyle \Delta _{x}} den Laplace-Operator, der nur auf die {\displaystyle x}-Variablen wirkt. Anwenden der Fourier-Transformation auf beide Gleichungen bezüglich der {\displaystyle x}-Variablen und Anwenden der Differentiationsregel ergibt
{\displaystyle \left\{{\begin{array}{rcll}{\mathcal {F}}\left({\frac {\partial u}{\partial t}}\right)(\xi ,t)&=&-|\xi |^{2}{\mathcal {F}}(u)(\xi ,t)&{\text{in }}\mathbb {R} ^{n}\times ]0,\infty [\\{\mathcal {F}}(u)(\xi ,t)&=&{\mathcal {F}}(g)(\xi ,t)&{\text{auf }}\mathbb {R} ^{n}\times \{t=0\}\,.\end{array}}\right.}
Hierbei handelt es sich nun um eine gewöhnliche Differentialgleichung, die die Lösung
{\displaystyle {\mathcal {F}}(u)(\xi ,t)=\mathrm {e} ^{-t|\xi |^{2}}{\mathcal {F}}(g)(\xi ,t)}
hat. Daraus folgt {\displaystyle \textstyle u(x,t)={\mathcal {F}}^{-1}\left(\exp(-t|\xi |^{2}){\mathcal {F}}(g)\right)(x,t)} und aufgrund des Faltungstheorems gilt
{\displaystyle u(x,t)={\frac {g(x,t)*F(x,t)}{(2\pi )^{\frac {n}{2}}}}}
mit {\displaystyle {\mathcal {F}}(F)(\xi ,t)=\exp(-t|\xi |^{2}).} Daraus folgt
{\displaystyle F(x,t)={\frac {1}{(2\pi )^{\frac {n}{2}}}}\int _{\mathbb {R} ^{n}}\mathrm {e} ^{\mathrm {i} x\cdot y-t|y|^{2}}\mathrm {d} y={\frac {1}{(2t)^{\frac {n}{2}}}}\mathrm {e} ^{\frac {-|x|^{2}}{4t}}\,.}
Das ist die Fundamentallösung der Wärmegleichung. Die Lösung des hier betrachteten Anfangswertproblems hat daher die Darstellung
{\displaystyle u(x,t)={\frac {g(x,t)*F(x,t)}{(2\pi )^{\frac {n}{2}}}}={\frac {1}{(4\pi t)^{\frac {n}{2}}}}\int _{\mathbb {R} ^{n}}\mathrm {e} ^{-{\frac {|x-\xi |^{2}}{4t}}}g(\xi )\mathrm {d} \xi \,.}

## Tabelle wichtiger Fourier-Transformations-Paare
In diesem Kapitel folgt eine Zusammenstellung wichtiger Fourier-Transformations-Paare.
| Signal                                            | Fouriertransformierte Kreisfrequenz                                                                                                  | Fouriertransformierte Frequenz                                                                      | Hinweise |
| ------------------------------------------------- | --- | --------------------------------------------------------------------------------------------------- | --- |
| {\displaystyle g(t)}                              | {\displaystyle G(\omega )={\frac {1}{\sqrt {2\pi }}}\int _{-\infty }^{\infty }g(t)\mathrm {e} ^{-\mathrm {i} \omega t}\mathrm {d} t} | {\displaystyle G(f)=\int _{-\infty }^{\infty }g(t)\mathrm {e} ^{-\mathrm {i} 2\pi ft}\mathrm {d} t} | |
| {\displaystyle g(t-a)}                            | {\displaystyle \mathrm {e} ^{-\mathrm {i} a\omega }G(\omega )}                                                                       | {\displaystyle \mathrm {e} ^{-\mathrm {i} 2\pi af}G(f)}                                             | Zeitverschiebung |
| {\displaystyle \mathrm {e} ^{\mathrm {i} at}g(t)} | {\displaystyle G(\omega -a)} | {\displaystyle G\left(f-{\frac {a}{2\pi }}\right)}                                                  | Frequenzverschiebung |
| {\displaystyle g(at)}                             | {\displaystyle {\frac {1}{\|a\|}}G\left({\frac {\omega }{a}}\right)}                                                                 | {\displaystyle {\frac {1}{\|a\|}}G\left({\frac {f}{a}}\right)}                                      | Frequenzskalierung |
| {\displaystyle g^{(n)}(t)}                        | {\displaystyle (\mathrm {i} \omega )^{n}G(\omega )}                                                                                  | {\displaystyle (\mathrm {i} 2\pi f)^{n}G(f)}                                                        | Hier ist {\displaystyle n} eine natürliche Zahl und g eine Schwartz-Funktion. {\displaystyle g^{(n)}} bezeichnet die {\displaystyle n}-te Ableitung von g. |

### Quadratisch integrierbare Funktionen
| Signal                                                 | Fouriertransformierte Kreisfrequenz                                                                                                  | Fouriertransformierte Frequenz                                                                      | Hinweise |
| ------------------------------------------------------ | --- | --------------------------------------------------------------------------------------------------- | --- |
| {\displaystyle g(t)}                                   | {\displaystyle G(\omega )={\frac {1}{\sqrt {2\pi }}}\int _{-\infty }^{\infty }g(t)\mathrm {e} ^{-\mathrm {i} \omega t}\mathrm {d} t} | {\displaystyle G(f)=\int _{-\infty }^{\infty }g(t)\mathrm {e} ^{-\mathrm {i} 2\pi ft}\mathrm {d} t} | |
| {\displaystyle \exp \left(-{\frac {at^{2}}{2}}\right)} | {\displaystyle {\frac {1}{\sqrt {a}}}\cdot \exp \left(-{\frac {\omega ^{2}}{2a}}\right)}                                             | {\displaystyle {\sqrt {\frac {2\pi }{a}}}\exp \left(-{\frac {2\pi }{a}}\cdot \pi f^{2}\right)}      | Die Gaußsche Funktion {\displaystyle \exp(-t^{2}/2)} ergibt fouriertransformiert wieder dieselbe Funktion. Für die Integrierbarkeit muss {\displaystyle \mathrm {Re} (a)>0} sein.                   |
| {\displaystyle \operatorname {rect} (at)}              | {\displaystyle {\frac {1}{{\sqrt {2\pi }}\|a\|}}\cdot \operatorname {sinc} \left({\frac {\omega }{2\pi a}}\right)}                   | {\displaystyle {\frac {1}{\|a\|}}\cdot \operatorname {sinc} \left({\frac {f}{a}}\right)}            | Die Rechteckfunktion und die sinc-Funktion ({\displaystyle \operatorname {sinc} (x)=\sin(\pi x)/(\pi x)}).                                                                                          |
| {\displaystyle \operatorname {sinc} (at)}              | {\displaystyle {\frac {1}{{\sqrt {2\pi }}\|a\|}}\cdot \operatorname {rect} \left({\frac {\omega }{2\pi a}}\right)}                   | {\displaystyle {\frac {1}{\|a\|}}\cdot \operatorname {rect} \left({\frac {f}{a}}\right)}            | Die Rechteckfunktion ist ein idealisierter Tiefpassfilter, und die sinc-Funktion ist die akausale Stoßantwort eines solchen Filters ({\displaystyle \operatorname {sinc} (x)=\sin(\pi x)/(\pi x)}). |
| {\displaystyle \exp \left(-a\|t\|\right)}              | {\displaystyle {\sqrt {\frac {2}{\pi }}}{\frac {a}{\omega ^{2}+a^{2}}}}                                                              | {\displaystyle {\frac {2a}{(2\pi f)^{2}+a^{2}}}}                                                    | {\displaystyle a>0.} Die FT der um den Ursprung exponentiell abfallenden Funktion ist eine Lorentzkurve.                                                                                            |
| {\displaystyle {\frac {1}{t^{2}+a^{2}}}}               | {\displaystyle {\sqrt {\frac {\pi }{2}}}{\frac {1}{a}}\exp \left(-a\|\omega \|\right)}                                               | {\displaystyle {\frac {\pi }{a}}\exp \left(-2\pi a\|f\|\right)}                                     | |

### Distributionen
| Signal                                                    | Fouriertransformierte Kreisfrequenz | Fouriertransformierte Frequenz                                                                       | Hinweise |
| --------------------------------------------------------- | --- | --- | --- |
| {\displaystyle g(t)}                                      | {\displaystyle G(\omega )={\frac {1}{\sqrt {2\pi }}}\int _{-\infty }^{\infty }g(t)\mathrm {e} ^{-\mathrm {i} \omega t}\mathrm {d} t}   | {\displaystyle G(f)=\int _{-\infty }^{\infty }g(t)\mathrm {e} ^{-\mathrm {i} 2\pi ft}\mathrm {d} t}  | |
| {\displaystyle \mathrm {e} ^{\mathrm {i} at}}             | {\displaystyle {\sqrt {2\pi }}\cdot \delta (\omega -a)}                                                                                | {\displaystyle \delta \left(f-{\frac {a}{2\pi }}\right)}                                             | |
| {\displaystyle \cos(at)}                                  | {\displaystyle {\sqrt {2\pi }}{\frac {\delta (\omega -a)+\delta (\omega +a)}{2}}}                                                      | {\displaystyle {\frac {\delta (f-{\frac {a}{2\pi }})+\delta (f+{\frac {a}{2\pi }})}{2}}}             | |
| {\displaystyle \sin(at)}                                  | {\displaystyle {\sqrt {2\pi }}{\frac {\delta (\omega -a)-\delta (\omega +a)}{2\mathrm {i} }}}                                          | {\displaystyle {\frac {\delta (f-{\frac {a}{2\pi }})-\delta (f+{\frac {a}{2\pi }})}{2\mathrm {i} }}} | |
| {\displaystyle t^{n}}                                     | {\displaystyle \mathrm {i} ^{n}{\sqrt {2\pi }}\delta ^{(n)}(\omega )}                                                                  | {\displaystyle \left({\frac {\mathrm {i} }{2\pi }}\right)^{n}\delta ^{(n)}(f)}                       | Hier ist {\displaystyle n} eine natürliche Zahl und {\displaystyle \delta ^{(n)}} die {\displaystyle n}-te Ableitung der Delta-Distribution. |
| {\displaystyle {\frac {1}{t^{n}}}}                        | {\displaystyle -\mathrm {i} {\sqrt {\frac {\pi }{2}}}\cdot {\frac {(-\mathrm {i} \omega )^{n-1}}{(n-1)!}}\operatorname {sgn}(\omega )} | {\displaystyle -\mathrm {i} \pi {\frac {(-\mathrm {i} 2\pi f)^{n-1}}{(n-1)!}}\operatorname {sgn}(f)} | |
| {\displaystyle \operatorname {sgn}(t)}                    | {\displaystyle {\sqrt {\frac {2}{\pi }}}\cdot {\frac {1}{\mathrm {i} \ \omega }}}                                                      | {\displaystyle {\frac {1}{\mathrm {i} \pi f}}}                                                       | |
| {\displaystyle \Theta (t)}                                | {\displaystyle {\sqrt {\frac {\pi }{2}}}\left({\frac {1}{\mathrm {i} \pi \omega }}+\delta (\omega )\right)}                            | {\displaystyle {\frac {1}{2}}\left({\frac {1}{\mathrm {i} \pi f}}+\delta (f)\right)}                 | {\displaystyle \Theta (t)} ist der Einheitssprung (Heaviside-Funktion).                                                                      |
| {\displaystyle \sum _{n=-\infty }^{\infty }\delta (t-nT)} | {\displaystyle {\frac {2\pi }{T}}\sum _{k=-\infty }^{\infty }\delta \left(\omega -k{\frac {2\pi }{T}}\right)}                          | {\displaystyle {\frac {1}{T}}\sum _{k=-\infty }^{\infty }\delta \left(f-{\frac {k}{T}}\right)}       | Das Signal heißt Dirac-Kamm. |